# MPDアークジェット

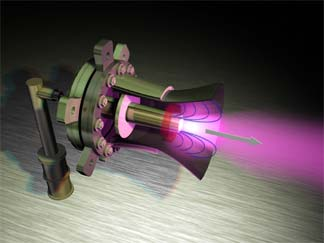
MPDアークジェットのCG

MPDアークジェット（Magnetoplasmadynamic thruster）は主に同軸構造を持つ陰極（カソード）、陽極（アノード）間に数kAの大電流を流すことにより、推進剤を電離し高密度のプラズマを生成すると同時に、電極間に流れる放電電流とアンペールの法則によってその電流周りに生み出される磁力との相互作用（ローレンツ力）により、生成したプラズマを強制排気するというコンセプトの推進機である。
放電電流が小さく推進剤流量が大きい場合には気体力学的な加速も無視することができず、DCアークジェットと同様に末広がりノズルやノズルスロートを備えた構造となることが多い。よって、放電電流および推進剤流量の値によりMPDアークジェットの推進性能は、DCアークジェットとイオンスラスタとの中間に位置する。
数百kW～MW級の大電力を必要とするため、現在までに実用化された例は無いが、地上での定常作動試験及びコンデンサに充放電する形でのパルス作動試験は1960年代から行われており、宇宙空間においては1970年代に旧ソ連が、1980年（昭和55年）、1983年（昭和58年）、1996年（平成8年）には日本がパルス作動での軌道上飛行試験を行っている。
主な推進剤はアルゴン、水素、ヒドラジン等であり、比推力は1000秒～8000秒、1機当りの推力は数N～数十Nと大きい。電気推進機の中では100 kN/m2という圧倒的な推力密度と、0.1 kg/kWというコンパクトな機体構造を持ち、火星有人ミッションを始めとする次世代の大規模惑星間輸送を担う宇宙機においては本命と考えられる航行用エンジンである。